# Väike-Rahula
Väike-Rahula is een plaats in de Estlandse gemeente Saaremaa, provincie Saaremaa. De plaats heeft de status van dorp (Estisch: küla) en telt 39 inwoners (2021).
Tot in oktober 2017 lag de plaats in de gemeente Orissaare. In die maand ging Orissaare op in de fusiegemeente Saaremaa.

## Geschiedenis
Väike-Rahula werd in 1561 voor het eerst genoemd onder de naam Rauele, een stuk grond op het landgoed van Maasi. Later werd het een nederzetting onder de naam Klein Rahul.
Tussen 1977 en 1997 waren Väike-Rahula en het buurdorp Suur-Rahula één dorp onder naam Rahula.